# Philharmonia Orchestra
La Philharmonia è un'orchestra inglese con sede a Londra e una delle compagini più prestigiose a livello mondiale.

## Storia

### Nascita e primi anni
Fu fondata nel 1945 dal produttore discografico inglese della EMI Walter Legge e debuttò nell'ottobre dello stesso anno alla London's Kingsway Hall, diretta da Sir Thomas Beecham. Nata col proposito di formare un'orchestra di altissimo livello per le incisioni della EMI, si affermò immediatamente come una delle maggiori orchestre in attività e fu presto guidata dai alcuni tra i più eminenti direttori del XX secolo, come Wilhelm Furtwängler, Arturo Toscanini, il compositore Richard Strauss, Guido Cantelli e soprattutto Herbert Von Karajan. Quest'ultimo, estromesso dal mondo musicale tedesco per via dei suoi contatti col nazismo, contribuì grandemente alla crescita dell'orchestra nei suoi primi anni di vita.
Nel 1954 Otto Klemperer fu chiamato a sostituire Karajan (nel frattempo richiamato in patria alla direzione dei Berliner Philharmoniker) e nel 1959 fu nominato direttore a vita.
Due anni prima (1957) era stato fondato il coro della Philharmonia, affidato a Wilhelm Pitz.

### La rifondazione
Il 17 marzo 1964 i musicisti dell'orchestra fondarono una cooperativa autonoma, per salvare la Philharmonia dallo scioglimento deciso da Walter Legge. L'orchestra quindi rinacque come New Philharmonia Orchestra e Klemperer, che si era adoperato per sua la sopravvivenza, ne fu eletto presidente onorario; egli stesso diresse il concerto inaugurale della rinata compagine il 27 ottobre 1964.
Nel 1970 Lorin Maazel assunse l'incarico di primo direttore associato, carica che tenne sino al 1973, ma in effetti fece le mansioni di direttore principale in quanto Kemplerer si ritirò dalla direzione d'orchestra nel 1971 e mantenne pro forma sino alla morte 1973 il posto di direttore principale.
Dal 1973 al 1982 l'orchestra fu guidata da Riccardo Muti come direttore principale e in seguito direttore musicale.
Nel 1977 l'orchestra si riappropriò dei diritti sul nome e tornò a chiamarsi Philharmonia, perdendo il New che aveva portato per tredici anni. Nel 1984 Giuseppe Sinopoli succedette a Muti, lasciando l'incarico nel 1994; dal 1997 il direttore principale è Christoph von Dohnányi, che lascia il suo posto nel 2008 a Esa-Pekka Salonen, come annunciato nel novembre del 2006.
Direttori onorari sono stati Sir Charles Mackerras (Direttore Principale Ospite), Kurt Sanderling (Direttore Emeritus) e Vladimir Ashkenazy (Direttore Laureate).
Dal 1995 per i suoi concerti londinesi si esibisce prevalentemente alla Royal Festival Hall.
La Philharmonia Orchestra, durante più di 60 anni di attività, ha pubblicato più di 1000 incisioni discografiche, primato insuperato.
Ha inciso numerose colonne sonore per il cinema e ha commissionato più di 100 lavori a importanti compositori contemporanei britannici ed esteri. In anni recenti, ha collaborato con prestigiosi artisti come Carlo Maria Giulini, Michail Pletnëv, Andrew Davis, Christoph Eschenbach, Evgenij Svetlanov, James Levine, Chung Myung-whun, Leonard Slatkin, Mstislav Rostropovič, György Ligeti, Serj Tankian, Francesco d'Avalos oltre ai ritorni di Riccardo Muti e Lorin Maazel.

### Direttori principali
- Herbert von Karajan* (anni '50) *formalmente mai nominato direttore principale
- Otto Klemperer (1959 – 1973)
- Riccardo Muti (1973 – 1982)
- Giuseppe Sinopoli (1984 – 1997)
- Christoph von Dohnányi (1997 – 2008)
- Esa-Pekka Salonen (2008 – 2021)
- Santtu-Matias Rouvali (2021 –)

### Discografia parziale
Dei 571 albums citiamo:
- Bach, Passione secondo Matteo - Otto Klemperer/Wilhelm Pitz/Philharmonia Orchestra & Choir/Boys of Hampstead Parish Church Choir/Christa Ludwig/Dietrich Fischer-Dieskau/Elisabeth Schwarzkopf/Nicolai Gedda - 1960/1961 EMI Records - Grammy Award for Best Choral Performance 1963
- Barber, Two Scenes from Antony and Cleopatra/Knoxville: Summer Of 1915 - New Philharmonia Orchestra/Leontyne Price/Thomas Schippers, RCA
- Beethoven, Conc. pf. n. 1, 2 - Argerich/Sinopoli/PhO, Deutsche Grammophon
- Beethoven: Piano Concertos Nos. 2 & 5 - Evgeny Kissin/James Levine/Philharmonia Orchestra, 1997 SONY BMG
- Beethoven: Symphonies Nos. 1-9 & Overtures - Herbert von Karajan/Philharmonia Orchestra, Warner
- Beethoven: Symphonie No. 3, Fidelio Overture - Otto Klemperer/Philharmonia Orchestra, EMI
- Beethoven: Symphonies No. 5 & No. 7 - Philharmonia Orchestra/Christian Thielemann, 1996 Deutsche Grammophon
- Beethoven: Symphony No. 6 & Leonore Overture No. 1 - Otto Klemperer/Philharmonia Orchestra, EMI
- Beethoven: Violin Concerto - Carlo Maria Giulini/Itzhak Perlman/Philharmonia Orchestra, 2010 Warner
- Beethoven: Fidelio - Otto Klemperer/Philharmonia Orchestra/Gottlob Frick/Walter Berry/Christa Ludwig, EMI Warner
- Beethoven: Große Fuge - Mozart: Eine kleine Nachtmusik - Handel: Concerto Grosso - Otto Klemperer/Philharmonia Orchestra, EMI Warner
- Berlioz: La Damnation de Faust - Myung-whun Chung/Philharmonia Orchestra/Bryn Terfel/Anne Sofie von Otter, 1998 Deutsche Grammophon
- Bernstein: West Side Story Suite - David Zinman/Joshua Bell/Philharmonia Orchestra, 2000 SONY BMG
- Brahms: A German Requiem - Elisabeth Schwarzkopf/Otto Klemperer/Philharmonia Chorus & Orchestra, 1962 EMI
- Brahms: Symphony No. 1, Tragic Overture & Alto Rhapsody - Otto Klemperer/Philharmonia Orchestra/Christa Ludwig, Warner
- Brahms: Symphony No. 2 & Schubert: Symphony No. 8 Unfinished - Herbert von Karajan/Philharmonia Orchestra, 1957 EMI Warner
- Brahms/Sibelius - Violin Concertos - Ginette Neveu/Issay Dobrowen/Philharmonia Orchestra/Walter Süsskind, 1987 EMI
- Britten: Variations on a theme by Frank Bridge; Vaughan Williams: Fantasia on a theme by Tallis; Handel: Water Music Suite - Herbert von Karajan/Philharmonia Orchestra, EMI Warner
- Bruch Mendelssohn, Conc. vl. - Shaham/Sinopoli/PhO, Deutsche Grammophon
- Chopin Liszt, Conc. pf. n. 1 - Yundi Li/A.Davis/PhO, 2006 Deutsche Grammophon
- Ciaikovsky, Sinf. n. 4-6 - Ashkenazy/PhO, Decca
- Tchaikovsky: Symphony No.6 'Pathétique' & Swan Lake - Suite - Herbert von Karajan/Philharmonia Orchestra, EMI Warner
- Tchaikovsky: The Nutcraker, Swan Lake & Sleeping Beauty Ballet Suites - Herbert von Karajan/Philharmonia Orchestra, EMI Warner
- Tchaikovsky: Piano Concertos Nos. 1-3 & Concert Fantasy - Mikhail Pletnev/Philharmonia Orchestra/Vladimir Ivanovič Fedoseev, 1998 Erato/Warner
- Ciaikovsky Sibelius, Conc. vl. - Shaham/Sinopoli/PhO, 1991 Deutsche Grammophon
- Corigliano: Il violino rosso - Joshua Bell/Philharmonia Orchestra/Esa-Pekka Salonen, 1998 SONY BMG  - Oscar alla migliore colonna sonora 1999
- Debussy, (Boulez Dirigiert Debussy) La Mer + Prélude À L'Après-Midi D'un Faune + Jeux - Pierre Boulez, 1966 CBS - Grammy Award for Best Orchestral Performance 1969
- Donizetti: Don Pasquale - Ambrosian Opera Chorus/Gösta Winbergh/Guido Fabris/John Mordler/Mirella Freni/Philharmonia Orchestra/Riccardo Muti, 1984 EMI
- Elgar, Conc. vlc./Enigma/Pomp and circ. n. 1, 4 - Maisky/Sinopoli/PhO, 1987/1991 Deutsche Grammophon
- Elgar, Sinf. n. 1-2/Pomp & circum. - Sinopoli/PhO, Deutsche Grammophon
- Elgar - Walton: Cello Concertos - Delius: Caprice and Elegy - János Starker/Leonard Slatkin/Philharmonia Orchestra, 1997 Sony RCA
- Fauré Ravel, Requiem/Pavane - Giulini/PhO/Battle/Schmidt, Deutsche Grammophon
- Holst: The Planets - John Eliot Gardiner/Philharmonia Orchestra, 1995 Deutsche Grammophon
- Holst: The Planets - Leonard Slatkin/Philharmonia Orchestra, 2001 RCA BMG
- Ketèlbey: In a Persian Market - The Ambrosian Singers/John Lanchbery/Philharmonia Orchestra, 1978 EMI Warner
- Khachaturian: Violin Concerto, Taneyev: Suite de concert - David Oistrakh/Nicolai Malko/Philharmonia Orchestra, 1955/1957 EMI Warner
- Lalo: Symphonie Espagnole/Saint-Saens: Vln Cto/Ravel: Tzigane - Antonio Pappano/Philharmonia Orchestra/Maxim Vengerov, 2003 EMI Warner
- Liszt: Piano Concertos Nos. 1 & 2, Sonata in B Minor - Emanuel Ax/Esa-Pekka Salonen/Philharmonia Orchestra, 1993 SONY BMG
- Liszt: Piano Concertos Nos. 1 & 2 & Totentanz - Boris Vadimovič Berezovskij/Hugh Wolff/Philharmonia Orchestra, 1995 Teldec
- Mahler: The Complete Recordings - Philharmonia Orchestra/Giuseppe Sinopoli, 2001 Deutsche Grammophon
- Mahler: Symphony No. 4/Lieder - Otto Klemperer/Christa Ludwig/Philharmonia Orchestra/Elisabeth Schwarzkopf, EMI Warner
- Mahler: Symphony No. 9 & Richard Strauss: Metamorphosen - Tod und Verklärung - New Philharmonia Orchestra/Otto Klemperer/Philharmonia Orchestra, EMI Warner
- Mascagni, Cavalleria rusticana - Sinopoli/Baltsa/Domingo/Pons, 1989 Deutsche Grammophon
- Maxwell-Davies, Sinf. n. 1/Points and dances from Taverner - Rattle/PhO, Decca
- Mendelssohn Schubert, Sinf. n. 4/Sinf. n. 8 - Sinopoli/PhO, Deutsche Grammophon
- Mendelssohn: A Midsummer Night's Dream - Philharmonia Orchestra/Sir Neville Marriner, 1983 Philips
- Mendelssohn: Symphony No. 4 "Italian" - Philharmonia Orchestra/Giuseppe Sinopoli, 2009 Deutsche Grammophon
- Mozart, Conc. pf. n. 1-27 - Ashkenazy/PhO, Decca
- Mozart, Conc. pf. n. 20, 21, 23-25 - Ashkenazy/PhO, Decca
- Mozart, Conc. pf. n. 25, 27 - Ashkenazy/PhO, Decca
- Mozart: Piano Concertos Nos. 21 & 22 - Annie Fischer/Philharmonia Orchestra/Wolfgang Sawallisch, 1959 EMI
- Mozart, Così Fan Tutte - Judith Raskin/Sherrill Milnes/Ezio Flagello/John McCarthy/Leontyne Price/Tatiana Troyanos/Valda Aveling/Erich Leinsdorf/New Philharmonia Orchestra/George Shirley/The Ambrosian Opera Chorus, 1967 BMG - Grammy Award for Best Opera Recording 1969
- Mozart, Requiem, K. 626 - Carlo Maria Giulini/Neumann/van Ness/Lewis/Dawson/Philharmonia Orchestra & Chorus/Estes, Sony - Grammy Award for Best Choral Performance 1981
- Mozart: Flute and Harp Concerto K. 299 & Sinfonia Concertante K. 297b - Bryn Lewis/Giuseppe Sinopoli/John Anderson/Kenneth Smith/Meyrick Alexander/Michael Collins/Philharmonia Orchestra/Richard Watkins, 1993 Deutsche Grammophon
- Offenbach, Gaité parisienne/Ouv. Orfeo/Belle Hélène/Perichole/Vie Parisienne - Previn/Pittsburgh/Marriner/PhO, 1981 Decca
- Orff: Die Kluge & Der Mond - Elisabeth Schwarzkopf/Philharmonia Orchestra/Wolfgang Sawallisch, EMI Warner
- Prokofiev, Piano Concertos Nos. 2 & 3 - Evgeny Kissin/Philharmonia Orchestra/dir. Vladimir Ashkenazy, 2009 EMI - Miglior interpretazione solista di musica classica con orchestra (Grammy) 2009
- Prokofiev, Peter & The Wolf (Remastered) - Peter Ustinov/Herbert von Karajan/Philharmonia Orchestra, 1956 Angel Records/Emkay Remasters - Grammy Award for Best Album for Children 1960
- Puccini: Madama Butterfly - Ambrosian Opera Chorus/Lorin Maazel/Philharmonia Orchestra/Plácido Domingo/Renata Scotto, 1978 SONY BMG CBS
- Puccini, Madama Butterfly - Sinopoli/Freni/Carreras/Pons, 1987 Deutsche Grammophon
- Puccini, Manon Lescaut - Sinopoli/Freni/Carreras, 1984 Deutsche Grammophon
- Puccini: La bohème - Antonio Pappano/Philharmonia Orchestra/Roberto Alagna/Thomas Hampson (cantante)/Simon Keenlyside, 1996 EMI Warner
- Puccini, Tosca - Sinopoli/Freni/Domingo/Ramey, 1990 Deutsche Grammophon
- Rachmaninov: Piano Concertos Nos. 2 & 3 - Esa-Pekka Salonen/Philharmonia Orchestra/Yefim Bronfman, 1992 SONY BMG
- Ravel Debussy, Bolero/Daphnis/Mer - Sinopoli/PhO, Deutsche Grammophon
- Rodrigo: Concierto de Aranjuez, Fantasia; Albeniz: Various - John Williams (chitarrista)/Philharmonia Orchestra, 1981/1984 Sony CBS
- Rodrigo: Concierto de Aranjuez/Songs for Tenor & Guitar - Plácido Domingo/Manuel Barrueco/Philharmonia Orchestra, 1997 EMI Warner
- Rossini, Maometto II - Scimone/Anderson/Ramey/Palacio, 1983 Decca
- Rossini, Mosè in Egitto - Scimone/Anderson/Raimondi, 1981 Decca
- Rossini, Otello - Lopez-Cobos/Carreras/Von Stade, 1978 Decca
- Rossini, Stabat Mater - Giulini/Ricciarelli/Gonzalez, 1981 Deutsche Grammophon
- Rossini: Overtures - Carlo Maria Giulini/Philharmonia Orchestra, EMI Warner
- Saint-Saëns, Carnevale/Danse/Phaeton - Dutoit/PhO/London Sinfonietta, 1980 Decca
- Schumann: Symphony No. 2; "Manfred" Overture; Konzertstück for 4 Horns - Christian Thielemann/Philharmonia Orchestra, 1997 Deutsche Grammophon
- Sibelius, Finlandia/Karelia/Tapiola - Ashkenazy/PhO/Stein, Decca
- Sibelius, Sinf. n. 1, 2, 4/Finlandia - Ashkenazy/PhO, Decca
- Sibelius: Symphonies 2 & 5 - Herbert von Karajan/Philharmonia Orchestra, 1998 EMI Warner
- Sibelius Glazunov, Conc. vl. op. 82/Conc.vl. op. 47/Suite vl. op. 117/Grand Adagio - Yoo/Ashkenazy/PhO, 2014 Deutsche Grammophon
- Strauss R: Ariadne auf Naxos - Herbert von Karajan/Philharmonia Orchestra/Elisabeth Schwarzkopf, EMI Warner
- Strauss R: Capriccio - Philharmonia Orchestra/Wolfgang Sawallisch/Dietrich Fischer-Dieskau, EMI Warner
- Strauss II: Die Fledermaus - Herbert von Karajan/Philharmonia Orchestra/Elisabeth Schwarzkopf, EMI Warner
- Stravinsky: The Rite of Spring - The Nightingale - London Symphony Orchestra/Philharmonia Orchestra/Robert Craft, 2005 Naxos
- Stravinsky: The Firebird & Petrushka - Philharmonia Orchestra/Robert Craft, 2005 Naxos
- Verdi: La Forza del Destino - Giuseppe Sinopoli/Philharmonia Orchestra/John Tomlinson/Agnes Baltsa/Renato Bruson/Juan Pons/Paata Burchuladze/José Carreras, 2005 Deutsche Grammophon
- Verdi: Requiem & Four Sacred Pieces - Carlo Maria Giulini/Philharmonia Orchestra/Elisabeth Schwarzkopf/Janet Baker, EMI
- Verdi: Falstaff - Philharmonia Orchestra/Herbert von Karajan/Nicola Zaccaria/Elisabeth Schwarzkopf, EMI Warner
- Wagner, Tristan Und Isolde - Suthaus/Kirsten Flagstad/Philharmonia Orchestra/Wilhelm Furtwängler, 1952 RCA Victor/EMI – Grammy Hall of Fame Award 1988
- Wagner, Tannhäuser - Sinopoli/Domingo/Studer/Baltsa, 1989 Deutsche Grammophon
- Bolton, My Secret Passion - Michael Bolton/Philharmonia Orchestra/Steven Mercurio, 1998 SONY BMG
- Chang: Lalo - Vieuxtemps - Charles Dutoit/Philharmonia Orchestra/Sarah Chang, 1995 Angel EMI
- Eaglen, Italian Opera Arias - Carlo Rizzi (direttore d'orchestra)/Jane Eaglen/Philharmonia Orchestra, 2001 SONY BMG
- Fleming, Guilty pleasures - Lang-Lessing/PhO, 2012 Decca
- Ludwig - Wagner: Wesendonck-Lieder, Brahms: Alto Rhapsody, Mahler: 5 Lieder, Beethoven: Abscheulicher! - Christa Ludwig/Otto Klemperer, 1962/1967 EMI Warner
- Pavarotti, Mattinata - Gamba/PhO/Tonini/NPO, Decca
- Powell, Ladyhawke - Andrew Powell, 1985 Atlantic Warner
- Schwarzkopf Sings Operetta - Elisabeth Schwarzkopf/Otto Ackermann/Philharmonia Orchestra, EMI Warner
- Zarvos, Remember Me, 2010 Capcom

### DVD parziale
- Pavarotti, Pavarotti in Hyde Park - Magiera/PhO, 1991 Decca